# Konrad Bräutigam
Konrad Bräutigam (* 26. August 1924 in Drößnitz) ist ein deutscher Kirchenmusiker und Komponist.

## Leben
Konrad Bräutigam wurde als Sohn eines Pfarrers im Drößnitzer Pfarrhaus geboren und wuchs in Gumperda auf. Nach seiner Rückkehr aus der Kriegsgefangenschaft studierte Bräutigam zunächst zwei Semester Jura in Jena. Durch ein kirchenmusikalisches Erlebnis in der Friedenskirche Jena entschied er, Kirchenmusiker zu werden.
Von 1947 bis 1951 studierte Bräutigam am Institut für Kirchenmusik der Musikhochschule Weimar, u. a. bei Johannes Ernst Köhler. Seine erste Stelle als Kirchenmusiker erhielt er an der Stadtkirche von Stadtilm, Thüringen. Von 1952 bis 1961 wirkte er an der Augustinerkirche in Gotha. 1953 übernahm er die Chorleitung des Bachchors. 1955 gründete er die Augustinerkantorei, die er bis 1964 leitete. Nach der Fertigstellung der neuen Schuke-Orgel in der Margarethenkirche 1961, an deren Disposition er maßgeblich mitwirkte, wechselte er an diese Kirche und rief eine neue Konzertreihe Orgelabend ins Leben, die bis heute fortdauert. Als Interpreten gewann er namhafte Organisten, wie z. B. Johannes Ernst Köhler, Gábor Trajtler, David Pizarro, Guy Bovet, Hans Martin Corrinth. Im Juni 1966 wurde Konrad Bräutigam zu den ersten Thüringer Orgeltagen zum Kirchenmusikdirektor ernannt. Ab 1967 leitete er den Posaunenchor Gotha, dessen Ehrenmitglied er ist. Die von ihm 1969 initiierte Lichterkirche, eine Adventsmusik mit Orgel, Posaunenchor und Kantorei in der mit Kerzenlicht geschmückten Kirche, findet jährlich immer noch statt.
Von 1985 bis 1995 arbeitete Bräutigam als Kopist für Musik an der Komischen Oper Berlin.
Bräutigam komponierte verschiedene Stücke, die er als „Gebrauchsmusik“ für die ihm zur Verfügung stehenden Gemeindegruppen wie Chor oder Posaunenchor verstand. Eine seiner bedeutenden Kompositionen ist die 1980 zu den Dresdner Bläsertagen uraufgeführte „Bläsermesse“. Sie wurde unter anderem 1999 in Weimar aufgeführt, und zwar im Rahmen des Festprogramms der Kulturstadt Europas, sowie 2007 in Gotha. Anlässlich des 95-jährigen Jubiläums des Posaunenchores Gotha spielte der Chor mit seinen Gästen, dem Posaunenchor aus Reudern und dem Posaunenquartett „Opus 4“ aus Leipzig, am 15. September 2019 zum Festgottesdienst in der Margarethenkirche in Anwesenheit Bräutigams zu seiner Ehrung ein Potpourri aus seinen Kompositionen.
Bräutigam ist verwitwet, hat drei Kinder und lebt in Berlin.

## Werke (Auswahl)
- „…sie haben ihn ans Holz gehängt“ (1960)
- „Adventsmesse“ (1966)
- „Psalmsonate 71“
- „Psalm 139“
- „Vater, in deine Hände“ (1974)
- „Bläsermesse“ (UA Dresdner Bläsertage 1980)
- „Des Bläsers Nachtgebet“ (1982)
- „Lutherchoral“ (zum Lutherjahr 1983)
- „Totentanz“ (1984)
- „Verleih uns Frieden“ (UA Tranemo/Schweden, 1993)

## Diskografie
- Musik für Bestattungen, Johann-Walter-Kantorei und Orgel, Bild- und Tonbandstelle der Ev.-Luth. Kirche Thüringen